# Milwaukee
Milwaukee là thành phố lớn nhất trong tiểu bang Wisconsin và là thành phố lớn thứ 25 của Hoa Kỳ. Thành phố là quận lỵ của Quận Milwaukee và nằm ở bờ Tây-Nam của Hồ Michigan. Theo ước tính của Cục điều tra dân số Mỹ năm 2006, Milwaukee có dân số 573.378 người. Thành phố là một trung tâm kinh tế và văn hóa chính của Vùng đô thị Milwaukee–Racine–Waukesha với dân số 1.753.355 người.
Những người châu Âu đầu tiên đã khu vực này là những nhà truyền giáo Pháp và những nhà buôn lông thú. Năm 1818, một người Pháp tên là Solomon Juneau đã định cư ở khu vực này và năm 1846 thị trấn của Juneau đã kết hợp với hai thị trấn kế bên để thành lập thành thành phố Milwaukee. Một số lượng lớn những người nhập cư Đức và dân tộc khác đã đến đây làm cho dân số của thành phố tăng trong thập niên 1840 và các thập kỷ sau.
Đã từng được biết đến gần như là nơi độc nhất sản bia rượu và chế tạo,  Milwaukee  đã tiến những bước mới trong việc tạo một hình ảnh khác của mình. Trong thập kỷ qua, thành phố đã bổ sung nhiều công trình mới, bao gồm Milwaukee Riverwalk,  Trung tâm các hãng hàng không Trung-Tây, một sự bổ sung nổi tiếng quốc tế cho Bảo tàng Nghệ thuật Milwaukee, và Pier Wisconsin, cũng như những đổi mới lớn của Milwaukee Auditorium và U.S. Cellular Arena. Ngoài ra, nhiều tòa nhà chọc trời mới, các condos, lofts, và các căn hộ đã được xây dựng ở các khu vực lân cận bờ hồ và hai bên bờ sông để thu hút dân cư mới đến thành phố.